# خالد عبد العزيز القصاب
خالد عبد العزيز محمد القصاب فنان تشكيلي وجراح عراقي، ولد في بغداد، (أبوه من رجال السياسة في العهد الملكي وأحد رؤساء المجلس النيابي)، تخرج من كلية الطب سنة 1946 وعمل في الوحدة الجراحية الأولى، ثم رحل إلى إنجلترا سنة 1952 واختبر تجربته الطبية في مستشفياتها فحصل على زمالة كلية الجراحين في لندن سنة 1954، ثم عين في كلية الطب (قسم الجراحة) الذي قضى فيه ربع قرن، مارس التدريس في الكلية وأبدع في اختصاصه وبأسلوب التدريس السريري ثم أبدع في تنظيم المناهج الدراسية العملية والامتحانات، وأولى عناية فائقة في جراحة الأمراض السرطانية، وانتسب إلى دورات عديدة في اختصاصه في دول أوربية، وساهم في تأسيس جمعية مكافحة السرطان ومركز البحوث السرطانية، كتب ونشر العديد من البحوث العلمية المبتكرة عن السرطان في دوريات عالمية، ودفعته الحمية الوطنية للاشتراك بتداوي وعلاج جرحى الجيش العراقي في حرب 1948 في فلسطين، كما ساهم في علاج المغاربة الجرحى خلال وقوع زلزال أكادير 1960، وفعل مثل ذلك في الجزائر في بداية استقلالها سنة 1962، مال منذ صباه إلى الفنون الروحية والموسيقية وله فيها بحوث ومحاضرات، وكان رساماً ساهم مع رواد الفن التشكيلي في تأسيس جماعة الرواد 1951، ونقابة الفنانين، واشترك في معارضهم داخل القطر وخارجه، نال أوسمة وأنواط شجاعة وكرّم باحتفالات ثقافية، وكتب عنه أديب الفكيكي.

## مناصب وعضوية
- زميل كلية الجراحين البريطانية - لندن عام 1954.
- شغل منصب رئيس قسم الجراحة في كلية الطب جامعة بغداد.
- عضو مؤسس لجماعة الرواد.
- عضو مؤسس لجمعية الفنانين التشكيليين العراقيين وأول سكرتير عام لها واشترك في معظم معارضها السنوية.
- عضو مؤسس لجمعية التراث البغدادية.

## معارض فنية
- اقام أول معرض سنوي له في داره بكرادة مريم عام 1950.
- شارك في معرض الفن العراقي في باندونغ بإندونيسيا عام 1956.
- شارك في معرض الفن العراقي في بيروت عام 1957 وفي موسكو وبكين ووارسو وصوفيا عام 1958.
- شارك في المعرض العراقي المتجول في أوروبا الغربية عام 1965.
- شارك في معظم معارض الواسطي.
- شارك في معظم المعارض داخل العراق.
- أقيم معرضه الشامل في الرسم في مركز الفنون عام 1986.